# Дизель (собака)
Дизе́ль (фр. Diesel; ок. 2008 — 2015) — бельгийская овчарка малинуа французского полицейского подразделения RAID, погибшая во время спецоперации в Сен-Дени по поимке и ликвидации исламских террористов, устроивших теракты в Париже. Дизель служил в подразделении в течение пяти лет и стал первой собакой, погибшей при исполнении обязанностей. Весной 2016 года он должен был выйти в отставку.
18 ноября 2015 Дизель погиб во время спецоперации в парижском пригороде Сен-Дени, разыскивая подозреваемых в совершении массовых убийств: обследуя верхний этаж в одном здании, Дизель мгновенно погиб после взрыва пояса смертника. Руководство полиции Парижа воздало почести Дизелю за проявленное мужество: газета Le Parisien сообщала, что пёс ценой своей жизни спас своего хозяина. В социальных сетях многие пользователи выразили соболезнования парижской полиции по случаю гибели Дизеля, оставляя сообщения с хештегами #JeSuisDiesel или #JeSuisChien.
Министерство иностранных дел России в знак признательности передало Министерству внутренних дел Франции щенка немецкой овчарки по кличке Добрыня, который призван заменить погибшего Дизеля.
Британская благотворительная организация PDSA, учредившая медаль Марии Дикин, 28 декабря 2015 объявила о посмертном награждении погибшей овчарки этой медалью — высшей британской наградой для животных. Дизель стал 30-й собакой, награждённой этой медалью.